# Culicoides morisitai
Culicoides morisitai är en tvåvingeart som beskrevs av Tokunaga 1940. Culicoides morisitai ingår i släktet Culicoides och familjen svidknott. Inga underarter finns listade i Catalogue of Life.